# Schattendorf
Schattendorf is een gemeente in de Oostenrijkse deelstaat Burgenland, gelegen in het district Mattersburg (MA). De gemeente heeft ongeveer 2500 inwoners.

## Geografie
Schattendorf heeft een oppervlakte van 12,1 km². Het ligt in het uiterste oosten van het land.
Antau · Bad Sauerbrunn · Baumgarten · Draßburg · Forchtenstein · Hirm · Krensdorf · Loipersbach · Marz · Mattersburg · Neudörfl · Pöttelsdorf · Pöttsching · Rohrbach bei Mattersburg · Schattendorf · Sieggraben · Sigleß · Wiesen · Zemendorf-Stöttera
- Gemeinsame Normdatei: 4527654-7
- MusicBrainz: edbfa11f-c69f-4134-b885-9d67a504b6a0
- Nationale Bibliotheek van Tsjechië: ge524442
- Virtual International Authority File: 234772030
- WorldCat: E39PCjtwW96xpwGmjJKT7XCgBq